# ファーディナンド (衛星)
ファーディナンド (Uranus XXIV Ferdinand) は、天王星の第24衛星である。発見されている中では天王星から最も遠い位置を公転する衛星である。

## 発見と命名

### 発見の経緯
ファーディナンドは2001年8月13日に、マシュー・J・ホルマンらによりセロ・トロロ汎米天文台の望遠鏡を用いて発見された。9月21日にもパロマー天文台のヘール望遠鏡を用いて観測されたがその後いったん見失われ、天王星を公転している衛星であるとの確証は得られなかった。なお、ホルマンらはほぼ同時期に別の天王星の衛星トリンキュローも発見しており、さらに同時に撮影した写真の中から2003年になってフランシスコが発見されている。
その後2003年8月29日と30日に、スコット・S・シェパードが率いる観測チームによって、すばる望遠鏡を用いた観測で天王星の周りに2つの天体が発見された。シェパードらは9月24日にもジェミニ天文台の望遠鏡を用いた観測でこれらの天体を再観測し、これらの観測データを元に小惑星センターのブライアン・マースデンが、シェパードらが発見した2つの天体のうち片方は2001年にホルマンらが発見した天体であることを突き止めた。そして最終的にホルマンらはマゼラン望遠鏡を用いた観測で9月30日に再びこの天体を特定することに成功した。
この発見は9月30日に小惑星センターのサーキュラーで、翌10月1日に国際天文学連合のサーキュラーで公表され、S/2001 U 2 という仮符号が与えられた。なお、シェパードらが発見したもう1つの天体も後に新しい衛星であることが確認され、こちらはマーガレットと名付けられている。

### 命名
その後2005年12月29日に、ウィリアム・シェイクスピアの戯曲『テンペスト』に登場する人物に因んで命名され、Uranus XXIV という確定番号が与えられた。ファーディナンドという名前は、『テンペスト』の主人公プロスペローを放逐した政敵・ナポリ王アロンゾーの息子ファーディナンドに因んで付けられた。彼一人だけがプロスペロー親子の許へ流れ着き、娘のミランダと互いに一目惚れし、父の試練の名の元に雑用などをさせられる。
作品の舞台と人物の出身地はイタリアであり、それだけだとフェルディナンド等が妥当な呼称であるが、シェイクスピア劇の登場人物であるため、日本語では英語発音でファーディナンドと呼ばれている。ただしフェルディナンドと表記している例も見られる。

## 軌道

天王星の逆行不規則衛星群の軌道要素。

ファーディナンドは知られている限り天王星から最も遠い衛星である。逆行軌道を持つ不規則衛星であり、天王星の赤道面に対する軌道面の傾きは他の不規則衛星と比べると小さいものの、軌道離心率は大きい。ファーディナンドの性質についてはあまり良くわかっていないが、おそらく他の外衛星と同じく天王星の重力に捕獲された天体だろうと考えられる。
図は逆行軌道を持つ天王星の不規則衛星群を極座標にして表示した物である。円の半径方向の軸が軌道長半径、角度方向は軌道傾斜角を示している。近点と遠点は黄線で表されており、この長さが軌道離心率の大きさに対応する。また、円の大きさは衛星の質量に対応している。青数字は天王星の重力圏であるヒル半径からの割合を表す。また、灰矢印が5大衛星で最も外側を公転するオベロンである。軌道傾斜角がおよそ 170° の位置に位置しているのがファーディナンドである。他の不規則衛星と比較すると、軌道面は天王星の赤道面 (0° = 180° の位置) に近いことが分かる。また軌道長半径は最も大きいものの、軌道離心率も大きいため他の衛星よりも内側へ入り込むこともある。